# Mouthier-Haute-Pierre
 Mouthier-Haute-Pierre  es una población y comuna francesa, en la región de Franco Condado, departamento de Doubs, en el distrito de Besançon y cantón de Ornans.

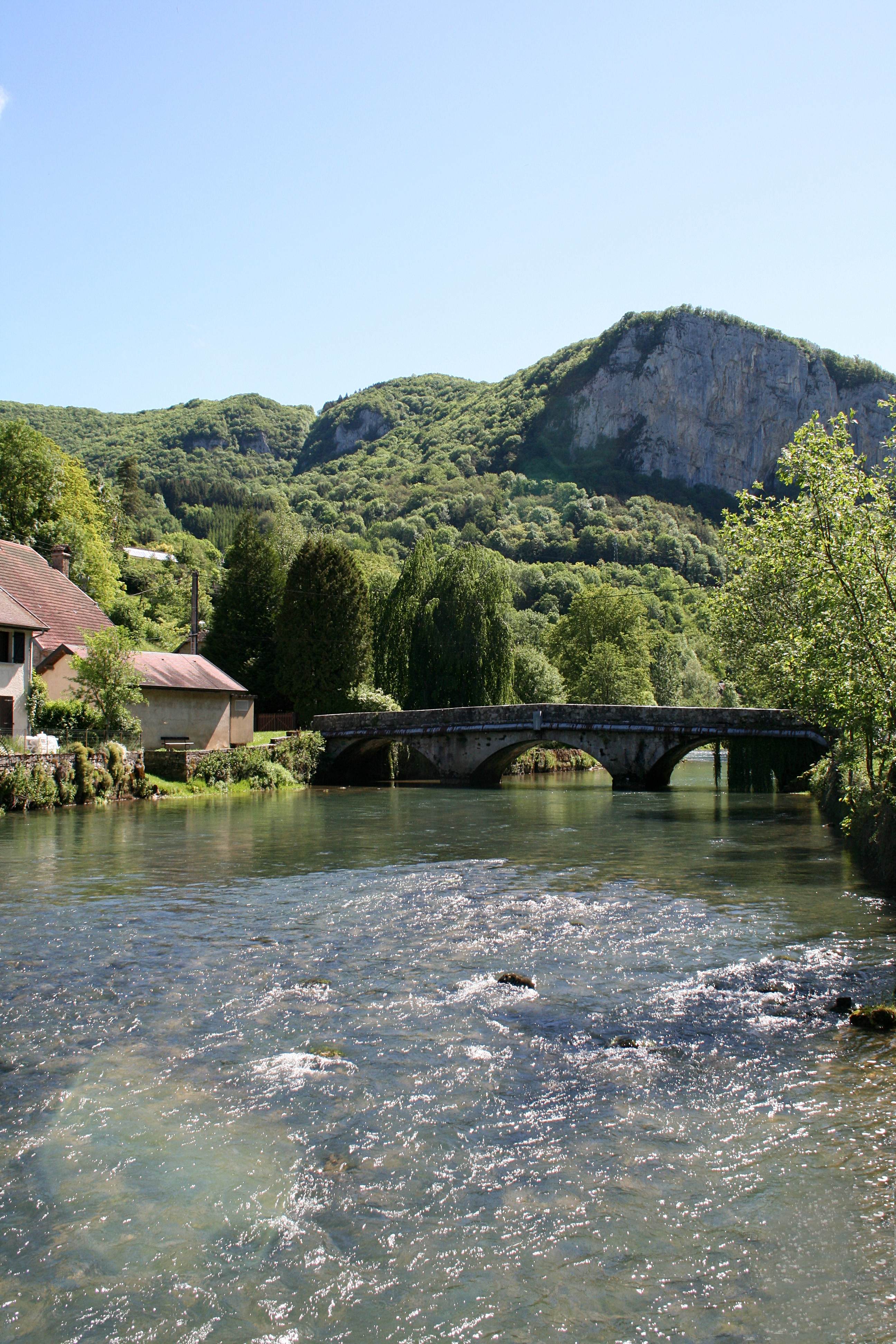
El puente sobre el Loue y el barrio de la Rue du Pont.

## Demografía
| 377 | 315 | 338 | 360 | 356 | 343 |
| Para los censos de 1962 a 1999 la población legal corresponde a la población sin duplicidades (Fuente: INSEE [Consultar]) |     |     |     |     |     |